# Flaga Libii
Flaga Libii (arab. ‏علم ليبيا‎) – prostokątna flaga z białym półksiężycem i gwiazdą na czarnym poziomym pasie, znajdującym się pomiędzy o połowę węższymi pasami: czerwonym i zielonym. Została ona określona jako flaga państwowa przez Narodową Radę Tymczasową w deklaracji konstytucyjnej z 3 sierpnia 2011 roku; jest to flaga używana przez rebeliantów w 2011 roku i wcześniejsza flaga Królestwa Libii. Kolory flagi symbolizują historyczne krainy wchodzące w skład dzisiejszej Libii: Fazzan (czerwony), Cyrenajkę (czarny pas z półksiężycem) i Trypolitanię (zielony); ponadto są to barwy panarabskie.

## Historia
- 1951–1969: Flaga Królestwa Libii została wprowadzona po uzyskaniu niepodległości w 1951 roku. Flaga ta bazowała na fladze Senussich[2]. Za rządów Kaddafiego flaga ta była używana przez monarchistów libijskich oraz szeroko rozumianą opozycję.
- 1969–1972: Po rewolucji libijskiej władzę w kraju przejął Muammar al-Kaddafi, który ogłosił powstanie Libijskiej Republiki Arabskiej. Wprowadzono także nową flagę, o barwach stosowanych przez inne państwa arabskie począwszy od rewolucji egipskiej z 1952 roku[3].
- 1972–1977: W 1972 roku Libia wraz z Egiptem i Syrią utworzyły Federację Republik Arabskich. Państwa członkowskie przyjęły wspólną flagę, także czarno-biało-czerwoną, z centralnie umieszczonym wizerunkiem jastrzębia – herbem Kurajszytów[4].
- 1977–2011: 11 listopada 1977 roku oficjalna nazwa państwa została zmieniona na „Wielka Arabska Libijska Dżamahirijja Ludowo-Socjalistyczna”. Ustanowiono także nową flagę: prostokątną, o proporcjach 1:2, w całości zieloną. Była to jedyna na świecie flaga państwowa o jednolitej barwie. Kolor zielony symbolizował przede wszystkim islam oraz „zieloną rewolucję” w rolnictwie. Jeden kolor to także wyraz równości wszystkich obywateli[3].
- od 2011: Flaga używana wcześniej, w latach 1951–1969. Wprowadzona po obaleniu Kaddafiego w wyniku wojny w Libii w 2011.

## Dawne flagi

Flaga Wilajetu Tripolitanii w latach 1864–1911
Flaga Republiki Tripolitanii w latach 1918–1923
Flaga terytorium wojskowego Fezzan-Ghadames w latach 1943–1951
Flaga Emiratu Cyrenajki w latach 1949–1951
Flaga Libii w latach 1951–1969 i od 2011
Flaga króla Idrysa I (1951-1969)
Flaga Libii w latach 1969–1972
Flaga Libii w latach 1972–1977
Flaga Libii w latach 1977–2011
Bandera marynarki wojennej Libii w latach 1977–2011